# Gambsheim
Gambsheim is een gemeente in het Franse departement Bas-Rhin (regio Grand Est). De gemeente behoort tot het kanton Brumath en het arrondissement Haguenau-Wissembourg. Gambsheim telde op 1 januari 2022 5.263 inwoners.

## Geografie
De oppervlakte van Gambsheim bedroeg op 1 januari 2022 17,38 vierkante kilometer; de bevolkingsdichtheid was toen 302,8 inwoners per km².

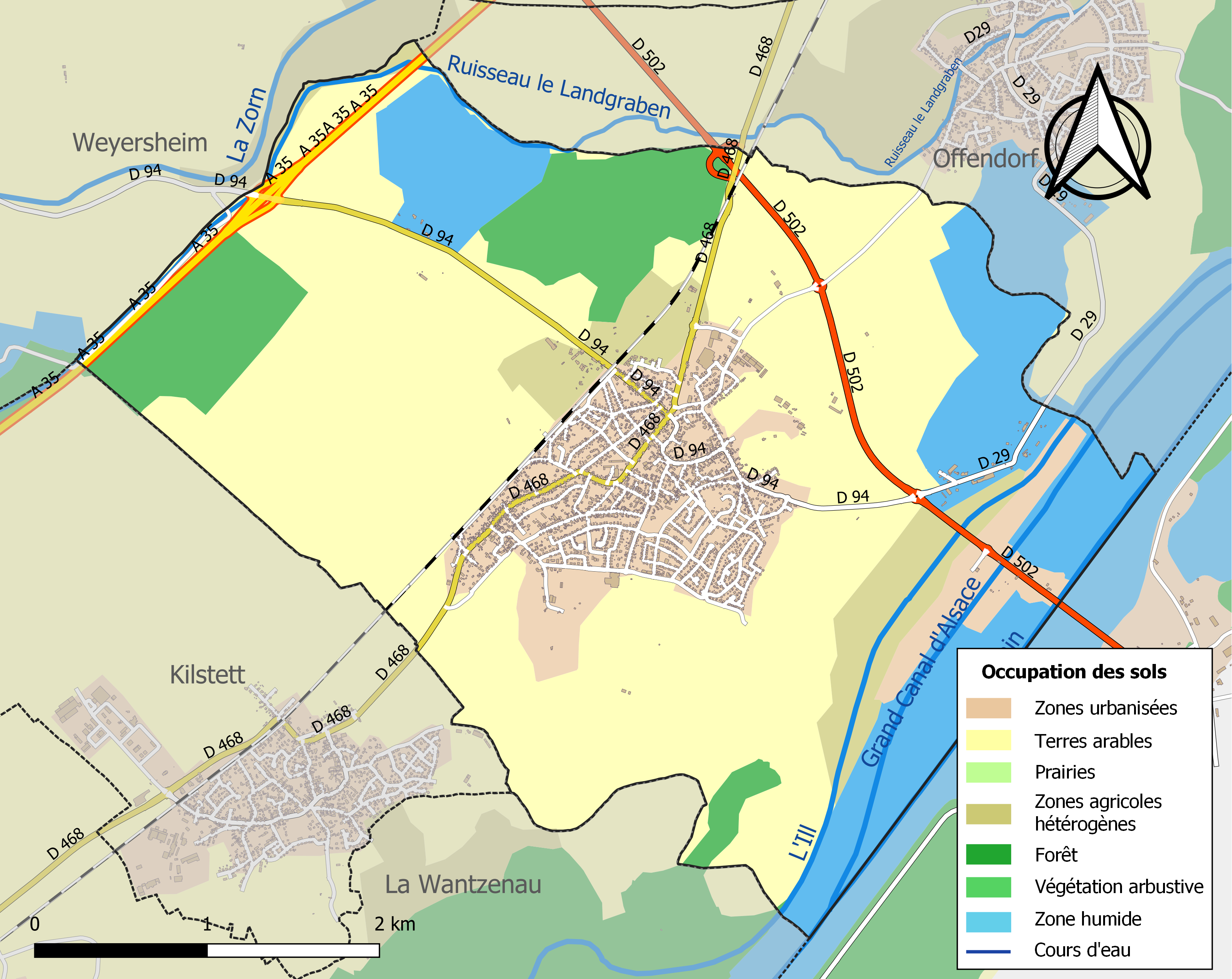
Kaart van de gemeente met de belangrijkste infrastructuur, bodemgebruik en omliggende gemeenten

## Demografie
Onderstaande figuur toont het verloop van het inwonertal (bron: INSEE-tellingen).